# Commune de Valjala
La commune de Valjala (en estonien : Valjala vald) était une municipalité rurale du Comté de Saare en Estonie. Elle s'étendait sur 180,02 km2. 
Sa population était de 1 286 habitants(01.01.2012).
En octobre 2017, la commune a fusionné avec la commune de Saaremaa.

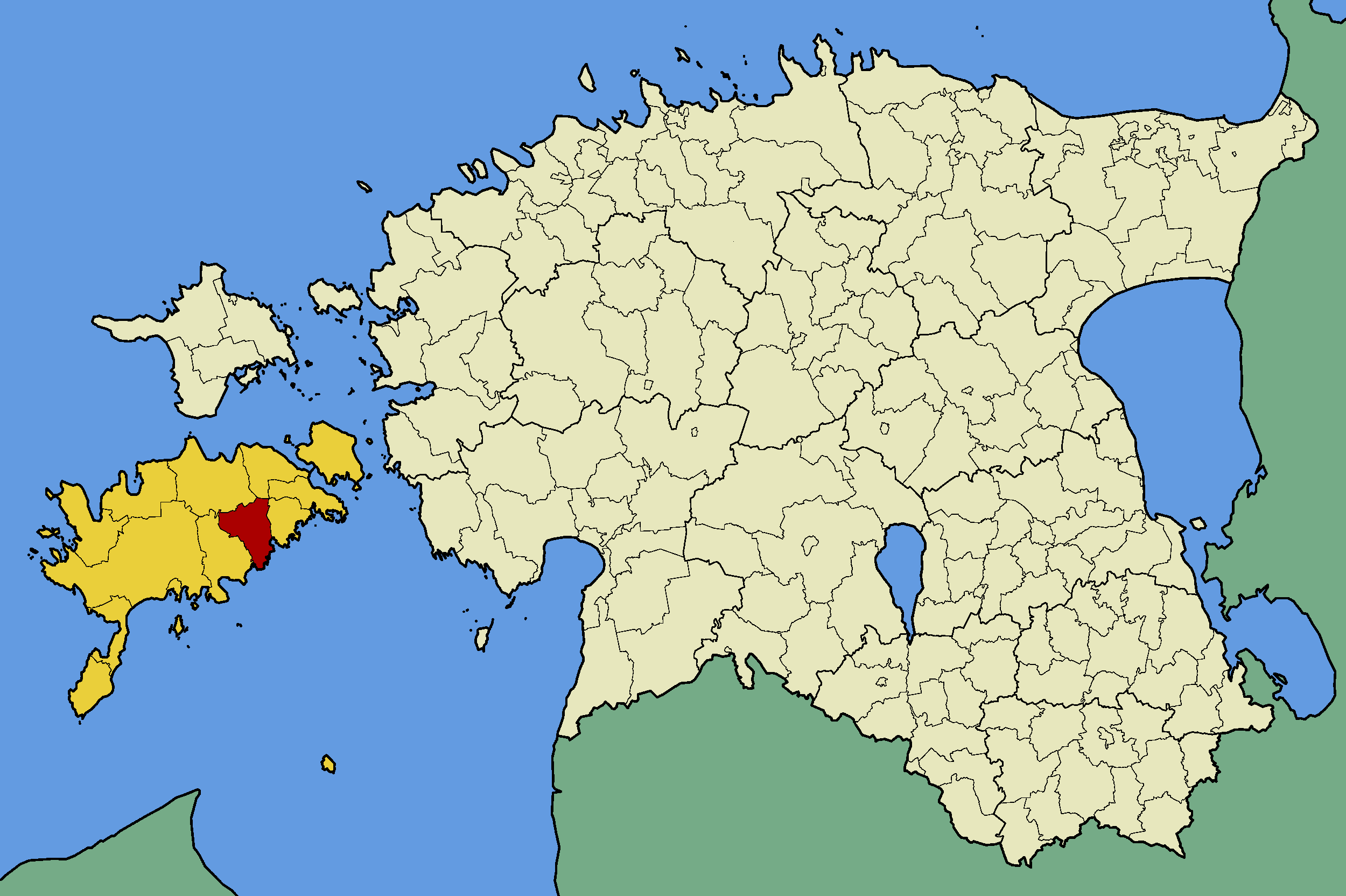
Commune de Valjala (en rouge) dans le Comté de Saare (en jaune).

## Municipalité
La commune comprenait 1 bourg et 32 villages:

### Bourg
Valjala.

### Villages
Ariste, Jursi, Jõelepa, Jööri, Kalju, Kallemäe, Kalli, Kogula, Koksi, Kuiste, Kungla, Kõnnu, Kõriska, Lööne, Männiku, Nurme, Oessaare, Põlluküla, Rahu, Rannaküla, Röösa, Sakla, Siiksaare, Turja, Tõnija, Undimäe, Vanalõve, Veeriku, Vilidu, Võrsna, Väkra, Väljaküla.